# حسن (حفرة نيزكية)

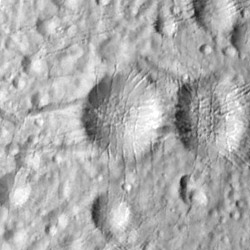
فوهة حسن كما صورها المسبار كاسيني في 14 يوليو 2005

حسن هو اسم لحفرة نيزكية أو فوهة صدمية على نصف الكرة الجنوبي من القمر إنسيلادوس التابع لزحل. اكتشف حسن لأول مرة في صور المسبار كاسيني التي التقطت أثناء عبوره بالقرب من القمر في شهر آذار ـ مارس 2005. تقع الحفرة «حسن» عند خط العرض 31.3 درجة جنوبا، وخط الطول 188.5 درجة غربا، بقطر يبلغ 14.5 كم.
تتقاطع العديد من الكسور في الحفرة «حسن» متسببة بتفسخات في الحطام الصخري في قعر الحفرة.
سميت الحفر ب«حسن» تيمناً بشخصية الشاطر حسن من رويات كتاب ألف ليلة وليلة.